# 커포슈바르구

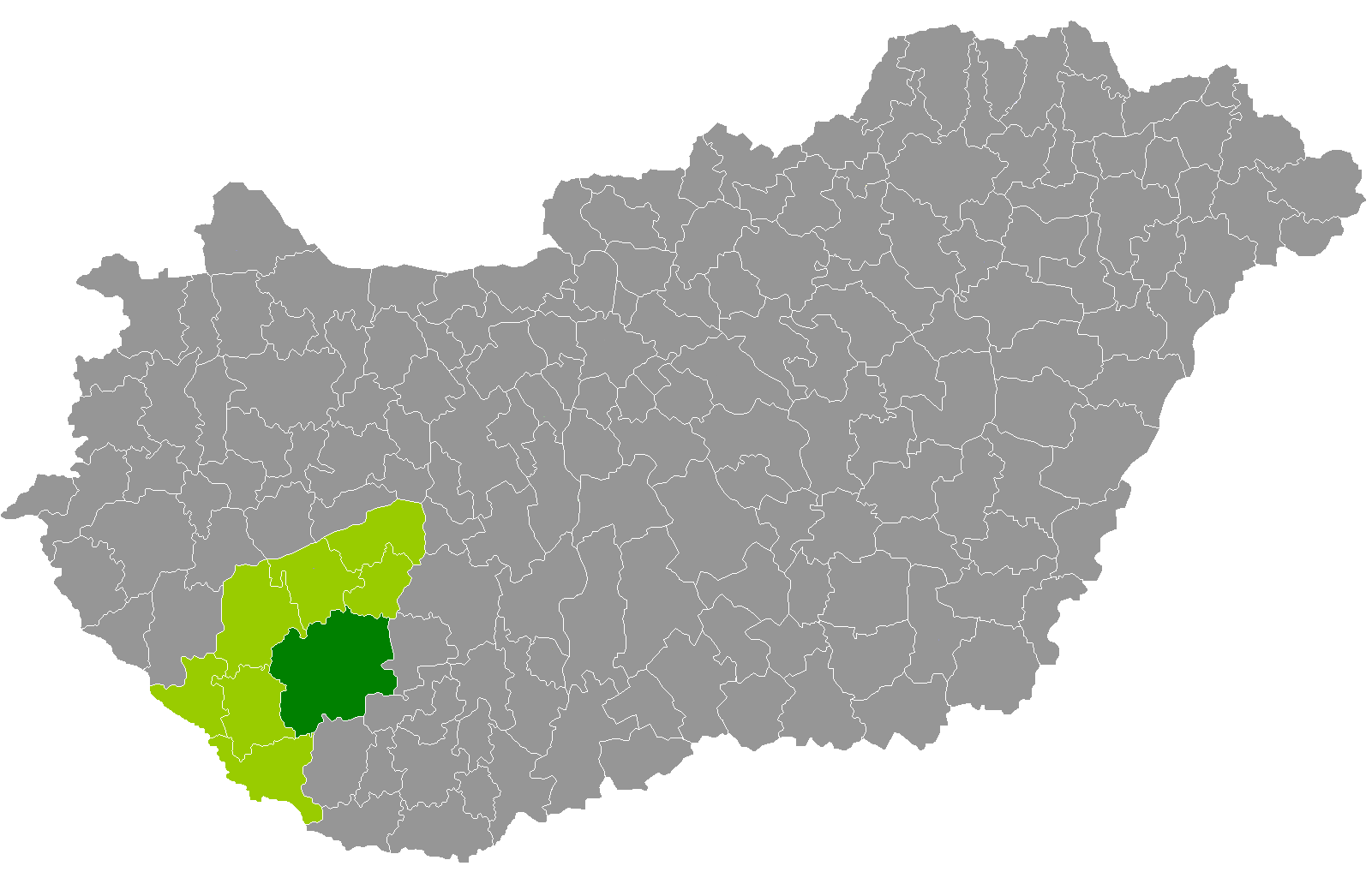
쇼모지주 지도에 표시된 커포슈바르구의 위치

커포슈바르구(헝가리어: Kaposvári járás)는 헝가리 쇼모지주에 위치한 구로 구청 소재지는 커포슈바르이며 면적은 1,591.36km2, 인구는 117,492명(2011년 기준), 인구 밀도는 74명/km2이다.
북쪽으로는 포뇨드구, 터브구, 동쪽으로는 톨너주 돔보바르구, 버러녀주 헤지하트구, 남쪽으로는 버르치구, 버러녀주 시게트바르구, 서쪽으로는 너저타드구, 머르철리구와 접한다. 78개 지방 자치체(1개 도시주, 3개 시, 74개 마을)를 관할한다.

구 문장